# Сергей Вавилов
Сергей Иванович Вавилов (24 март 1891 - 25 януари 1951) - съветски физик, обществен деец, академик от 1932 г. Председател на Руската академия на науките от юли 1945 до смъртта си през 1951 г. Бил е ръководител на Физическия институт Лебедев. Работи главно в областта на физическата оптика и полага основите на нова насока - микрооптиката. Развива теорията на луминисцентното светене. Под негово ръководство е открит ефектът на Черенков, откритие, за което Павел Черенков е награден с Нобелова награда за физика през 1958 г. Има значителни приноси в естествознанието, философията и историята на науките. Бил е главен редактор на Голяма съветска енциклопедия и член на Върховния съвет на СССР. Той пише за живота и творчеството на велики мислители, като например Тит Лукреций Кар, Галилео Галилей, Исак Нютон, Михаил Ломоносов, Майкъл Фарадей и Пьотър Лебедев. Носител на Държавна награда на СССР през 1943, 1946 и 1951 г. (посм.). Неговият брат Николай Вавилов е известен руски генетик.